# Football League Super Cup
La Football League Super Cup, conocida por motivos de patrocinio como ScreenSport Super Cup, 1985/86 fue la primera y única edición de la competición. Se disputó entre el 17 de septiembre de 1985 y el 30 de septiembre de 1986. La final se celebró a doble partido.

## Historia
La Football League Super Cup fue organizada por la Football League como una manera de soporte financiero y deportivo para los clubes ingleses que se habían clasificado para las competiciones UEFA como compensación tras la expulsión de los clubes de Inglaterra de las competiciones internacionales tras la Tragedia de Heysel. Puesto que la expulsión duraría años los clubes ingleses iban a ver disminuidos sus ingresos y sus oportunidades de conquistar títulos, por lo que la Super Cup fue fundada para tratar de paliar el problema económico y ofrecer una competición adicional que ganar.
La intención original de la Football League era que la Super Cup se convirtiese en una competición anual mientras durara la expulsión de los clubes de las competiciones UEFA (que finalmente resultaron ser cinco años) pero la competición fue vista como un pobre sustituto del glamour de los torneos europeos; no ofrecía nada diferente a las dos competiciones coperas existentes, la FA Cup y a la Football League Cup; y tampoco ofrecía al menos una final auténticamente copera en el Estadio Wembley. Como consecuencia generó un mínimo interés de los clubes participantes. Tras ser pospuesta la final hasta el inicio de la temporada siguiente por la congestión de partido, la Super Cup fue finalmente eliminada tras sólo una temporada.
El interés por la competición fue tan bajo que la Football League fue incapaz en un principio de encontrar ningún patrocinador para ella. Finalmente el canal de televisión por cable temático Screensport accedió a patrocinar la final en septiembre de 1986.
Irónicamente, Martin Edwards, el presidente del Manchester United, escribió en el programa del partido inicial contra el Everton FC que esperaba que la Super Cup "sólo durara una temporada" al esperar que la sanción de la UEFA durara sólo un año. La abolición de la competición no tuvo nada que ver con una posible amnistía para los clubes ingleses, pues la sanción se prolongó hasta 1990.

## Desarrollo del torneo
Los rivales de Merseyside, el Liverpool y el Everton ganaron el pase a la final, pero con ambos clubes envueltos en la lucha por el campeonato de liga y con ambos también en la final de la FA Cup (y con el Liverpool en semifinales de la Football League Cup), la acumulación de partidos se convirtió en un problema, siendo pospuesta la vuelta de la semifinal del Liverpool hasta la última semana de la temporada, dos días antes de la final de la FA Cup. El fútbol inglés debía terminar inmediatamente tras la final de la FA Cup dado que ese año se disputaría la Copa Mundial de Fútbol de 1986 en México a la que acudirían muchos de los jugadores del Everton y el Liverpool, por lo que la final de la Super Cup no se podría jugar tras la de la FA Cup y el torneo no terminaría con la temporada 1985/86. La ausencia de conclusión del torneo hizo que la competición fuese aún más denostada por clubes y aficionados y puso la puntilla a la misma.
Finalmente la final de la Super Cup se disputó en septiembre de 1986. El Everton, en medio de una plaga de lesiones, se presentó a los dos partidos de la final con jugadores suplentes y el Liverpool ganó el trofeo por un total de 7-2. Los partidos son sólo recordados por los cinco goles de Ian Rush y por el espectacular gol anotado por Kevin Sheedy en Anfield en una falta lejana. Habiendo perdido la liga y la FA Cup ante el Liverpool en mayo, al Everton no le importó demasiado perder este trofeo menor ante su eterno rival.

## Fase de grupos

### Grupo A
| Equipo               | Pts. | PJ | PG | PE | PP | GF | GC | Dif |
| -------------------- | ---- | -- | -- | -- | -- | -- | -- | --- |
| 1. Everton           | 9    | 4  | 3  | 0  | 1  | 6  | 3  | +3  |
| 2. Norwich City      | 5    | 4  | 1  | 2  | 1  | 3  | 3  | 0   |
| 3. Manchester United | 2    | 4  | 0  | 2  | 2  | 4  | 7  | -3  |

| Fecha            | Lugar         | Local             | Resultado | Visitante         |
| ---------------- | ------------- | ----------------- | --------- | ----------------- |
| 18 de septiembre | Old Trafford  | Manchester United | 2:4       | Everton           |
| 2 de octubre     | Goodison Park | Everton           | 1:0       | Norwich City      |
| 23 de octubre    | Carrow Road   | Norwich City      | 1:0       | Everton           |
| 6 de noviembre   | Old Trafford  | Manchester United | 1:1       | Norwich City      |
| 4 de diciembre   | Goodison Park | Everton           | 1:0       | Manchester United |
| 11 de diciembre  | Carrow Road   | Norwich City      | 1:1       | Manchester United |

### Grupo B
| Equipo               | Pts. | PJ | PG | PE | PP | GF | GC | Dif |
| -------------------- | ---- | -- | -- | -- | -- | -- | -- | --- |
| 1. Liverpool         | 10   | 4  | 3  | 1  | 0  | 8  | 2  | +6  |
| 2. Tottenham Hotspur | 6    | 4  | 2  | 0  | 2  | 5  | 7  | -2  |
| 3. Southampton       | 1    | 4  | 0  | 1  | 3  | 4  | 8  | -4  |

| Fecha            | Lugar           | Local             | Resultado | Visitante         |
| ---------------- | --------------- | ----------------- | --------- | ----------------- |
| 17 de septiembre | Anfield         | Liverpool         | 2:1       | Southampton       |
| 2 de octubre     | White Hart Lane | Tottenham Hotspur | 2:1       | Southampton       |
| 22 de octubre    | The Dell        | Southampton       | 1:1       | Liverpool         |
| 3 de diciembre   | Anfield         | Liverpool         | 2:0       | Tottenham Hotspur |
| 17 de diciembre  | The Dell        | Southampton       | 1:3       | Tottenham Hotspur |
| 14 de enero      | White Hart Lane | Tottenham Hotspur | 0:3       | Liverpool         |

### Semifinales

#### Ida
| 5 de febrero de 1986 | Norwich City | 1:1 | Liverpool | Carrow Road, Norwich            |  |
|                      |              |     |           | Asistencia: 15.313 espectadores |  |

| 5 de febrero de 1986 | Tottenham Hotspur | 0:0 | Everton | White Hart Lane, Londres |  |

#### Vuelta
| 19 de marzo de 1986 | Everton | 1:1 | Tottenham Hotspur | Goodison Park, Liverpool        |  |
|                     |         |     |                   | Asistencia: 12.008 espectadores |  |

| 6 de mayo de 1986 | Liverpool | 3:1 | Norwich City | Anfield, Liverpool              |  |
|                   |           |     |              | Asistencia: 26.690 espectadores |  |

### Final

#### Ida
| 1  | POR | Mike Hooper       |  |
| 2  | DEF | Barry Venison     |  |
| 4  | DEF | Mark Lawrenson    |  |
| 6  | DEF | Gary Gillespie    |  |
| 3  | DEF | Jim Beglin        |  |
| 5  | MED | Ronnie Whelan 71' |  |
| 7  | MED | Kenny Dalglish    |  |
| 8  | MED | Steve Nicol       |  |
| 10 | MED | Kevin MacDonald   |  |
| 11 | MED | Steve McMahon     |  |
| 9  | DEL | Ian Rush          |  |
| DT | DT  | Kenny Dalglish    |  |

| 1  | POR | Bobby Mimms     |  |
| 2  | DEF | Peter Billing   |  |
| 4  | DEF | Kevin Ratcliffe |  |
| 5  | DEF | Ian Marshall    |  |
| 3  | DEF | Paul Power      |  |
| 6  | MED | Kevin Langley   |  |
| 7  | MED | Neil Adams      |  |
| 10 | MED | Trevor Steven   |  |
| 11 | MED | Kevin Sheedy    |  |
| 8  | DEL | Paul Wilkinson  |  |
| 9  | DEL | Graeme Sharp    |  |
| DT | DT  | Howard Kendall  |  |

| 14 | MED | Jan Mølby 71' |

| 14 | MED | Warren Aspinall |  |

|  | 6'  | Ian Rush      | 1-0 |
|  | 56' | Steve McMahon | 2-1 |
|  | 65' | Ian Rush      | 3-1 |

|  | 30' | Kevin Sheedy | 1-1 |

| Árbitro | Colin Seel |

| 1  | POR | Mike Hooper       |  |
| 2  | DEF | Barry Venison     |  |
| 4  | DEF | Mark Lawrenson    |  |
| 6  | DEF | Gary Gillespie    |  |
| 3  | DEF | Jim Beglin        |  |
| 5  | MED | Ronnie Whelan 71' |  |
| 7  | MED | Kenny Dalglish    |  |
| 8  | MED | Steve Nicol       |  |
| 10 | MED | Kevin MacDonald   |  |
| 11 | MED | Steve McMahon     |  |
| 9  | DEL | Ian Rush          |  |
| DT | DT  | Kenny Dalglish    |  |

| 1  | POR | Bobby Mimms     |  |
| 2  | DEF | Peter Billing   |  |
| 4  | DEF | Kevin Ratcliffe |  |
| 5  | DEF | Ian Marshall    |  |
| 3  | DEF | Paul Power      |  |
| 6  | MED | Kevin Langley   |  |
| 7  | MED | Neil Adams      |  |
| 10 | MED | Trevor Steven   |  |
| 11 | MED | Kevin Sheedy    |  |
| 8  | DEL | Paul Wilkinson  |  |
| 9  | DEL | Graeme Sharp    |  |
| DT | DT  | Howard Kendall  |  |

| 14 | MED | Jan Mølby 71' |

| 14 | MED | Warren Aspinall |  |

|  | 6'  | Ian Rush      | 1-0 |
|  | 56' | Steve McMahon | 2-1 |
|  | 65' | Ian Rush      | 3-1 |

|  | 30' | Kevin Sheedy | 1-1 |

| Árbitro | Colin Seel |

#### Vuelta
| 1  | POR | Bobby Mimms      |       |
| 2  | DEF | Peter Billing    |       |
| 4  | DEF | Kevin Ratcliffe  |       |
| 5  | DEF | Derek Mountfield |       |
| 3  | DEF | Paul Power       |       |
| 6  | MED | Trevor Steven    |       |
| 7  | MED | Neil Adams       |       |
| 8  | MED | Adrian Heath     |       |
| 11 | MED | Kevin Sheedy     | Salió |
| 9  | MED | Graeme Sharp     |       |
| 10 | DEL | Paul Wilkinson   |       |
| DT | DT  | Howard Kendall   |       |

| 1  | POR | Bruce Grobbelaar |     |
| 2  | DEF | Gary Gillespie   |     |
| 4  | DEF | Mark Lawrenson   |     |
| 6  | DEF | Alan Hansen      |     |
| 3  | DEF | Jim Beglin       |     |
| 5  | MED | Ronnie Whelan    |     |
| 7  | MED | John Wark        |     |
| 8  | MED | Steve Nicol      | 66' |
| 10 | MED | Jan Mølby        |     |
| 11 | MED | Steve McMahon    | 79' |
| 9  | DEL | Ian Rush         |     |
| DT | DT  | Kenny Dalglish   |     |

|  | MED | Warren Aspinall | Entró · Salió |
|  | DEF | Neil Pointon    | Entró         |

| 14 | DEF | Barry Venison | 66' |
| 12 | DEL | Paul Walsh    | 79' |

|  | 88' | Graeme Sharp (pen.) | 1-4 |

|  | 10' | Ian Rush    | 0-1 |
|  | 27' | Ian Rush    | 0-2 |
|  | 62' | Steve Nicol | 0-3 |
|  | 84' | Ian Rush    | 0-4 |

| Árbitro | Ken Walmsley |

| 1  | POR | Bobby Mimms      |       |
| 2  | DEF | Peter Billing    |       |
| 4  | DEF | Kevin Ratcliffe  |       |
| 5  | DEF | Derek Mountfield |       |
| 3  | DEF | Paul Power       |       |
| 6  | MED | Trevor Steven    |       |
| 7  | MED | Neil Adams       |       |
| 8  | MED | Adrian Heath     |       |
| 11 | MED | Kevin Sheedy     | Salió |
| 9  | MED | Graeme Sharp     |       |
| 10 | DEL | Paul Wilkinson   |       |
| DT | DT  | Howard Kendall   |       |

| 1  | POR | Bruce Grobbelaar |     |
| 2  | DEF | Gary Gillespie   |     |
| 4  | DEF | Mark Lawrenson   |     |
| 6  | DEF | Alan Hansen      |     |
| 3  | DEF | Jim Beglin       |     |
| 5  | MED | Ronnie Whelan    |     |
| 7  | MED | John Wark        |     |
| 8  | MED | Steve Nicol      | 66' |
| 10 | MED | Jan Mølby        |     |
| 11 | MED | Steve McMahon    | 79' |
| 9  | DEL | Ian Rush         |     |
| DT | DT  | Kenny Dalglish   |     |

|  | MED | Warren Aspinall | Entró · Salió |
|  | DEF | Neil Pointon    | Entró         |

| 14 | DEF | Barry Venison | 66' |
| 12 | DEL | Paul Walsh    | 79' |

|  | 88' | Graeme Sharp (pen.) | 1-4 |

|  | 10' | Ian Rush    | 0-1 |
|  | 27' | Ian Rush    | 0-2 |
|  | 62' | Steve Nicol | 0-3 |
|  | 84' | Ian Rush    | 0-4 |

| Árbitro | Ken Walmsley |

| Bandera de Inglaterra               |
| Campeón Liverpool F. C. 1.er título |

- Datos: Q2026011